# Aiden O'Neill
Aiden O'Neill (właśc. Aiden Connor O'Neill; ur. 4 lipca 1998 w Brisbane) – australijsko-północnoirlandzki piłkarz, występujący na pozycji pomocnika w belgijskim klubie Standard Liège oraz w reprezentacji Australii. Uczestnik Pucharu Azji 2023.

## Statystyki

### Klubowe
Na podstawie:
| Klub                      | Sezonów | Liga            | Liga  | Liga   | Puchar krajowy | Puchar krajowy | Kontynentalne | Kontynentalne | Suma  | Suma   |
| Klub                      | Sezonów | Liga            | Mecze | Bramki | Mecze          | Bramki         | Mecze         | Bramki        | Mecze | Bramki |
| ------------------------- | ------- | --------------- | ----- | ------ | -------------- | -------------- | ------------- | ------------- | ----- | ------ |
| Burnley F.C.              | 2       | Premier League  | 3     | 0      | 2              | 0              | –             | –             | 5     | 0      |
| Oldham Athletic           | 1       | EFL League One  | 15    | 0      | 0              | 0              | –             | –             | 15    | 0      |
| Fleetwood Town F.C.       | 1       | EFL League One  | 21    | 1      | 6              | 0              | –             | –             | 27    | 1      |
| Central Coast Mariners FC | 1       | A-League        | 23    | 4      | 0              | 0              | –             | –             | 23    | 4      |
| Brisbane Roar FC          | 1       | A-League        | 17    | 0      | 1              | 0              | –             | –             | 18    | 0      |
| Melbourne City FC         | 3       | A-League        | 62    | 4      | 1              | 0              | –             | –             | 63    | 4      |
| Standard Liège            | 1       | Eerste klasse A | 19    | 0      | 2              | 0              | –             | –             | 21    | 0      |
|                           | Łącznie | Łącznie         | 160   | 9      | 12             | 0              | 0             | 0             | 172   | 9      |

### Reprezentacyjne
Na podstawie:
| Występy i gole w reprezentacji | Występy i gole w reprezentacji | Występy i gole w reprezentacji | Występy i gole w reprezentacji | Występy i gole w reprezentacji | Występy i gole w reprezentacji | Występy i gole w reprezentacji | Występy i gole w reprezentacji |
| Lp.                            | Data                           | Miasto                         | Przeciwnik                     | Wynik                          | Gole                           | Inne                           | Rozgrywki                      |
| ------------------------------ | ------------------------------ | ------------------------------ | ------------------------------ | ------------------------------ | ------------------------------ | ------------------------------ | ------------------------------ |
| 1.                             | 24.03.2023                     | Sydney                         | Ekwador                        | 3:1 (2:1)                      |                                |                                | mecz towarzyski                |
| 2.                             | 28.03.2023                     | Melbourne                      | Ekwador                        | 1:2 (1:0)                      |                                |                                | mecz towarzyski                |
| 3.                             | 15.06.2023                     | Pekin                          | Argentyna                      | 0:2 (0:1)                      |                                |                                | mecz towarzyski                |
| 4.                             | 10.09.2023                     | Arlington                      | Meksyk                         | 2:2 (0:1)                      |                                |                                | mecz towarzyski                |
| 5.                             | 17.10.2023                     | Brentford                      | Nowa Zelandia                  | 2:0 (1:0)                      |                                |                                | mecz towarzyski                |
| 6.                             | 16.11.2023                     | Melbourne                      | Bangladesz                     | 7:0 (4:0)                      |                                |                                | Eliminacje MŚ 2026             |
| 7.                             | 21.11.2023                     | Al-Ardija                      | Palestyna                      | 1:0 (1:0)                      |                                |                                | Eliminacje MŚ 2026             |

## Sukcesy
Na podstawie:

### Klubowe
Z Melbourne City FC:
- Mistrz Australii 2020/21, 2021/22